# 테트라하이드로비오프테린
테트라하이드로비오프테린(영어: tetrahydrobiopterin, BH4, THB)은 아미노산인 페닐알라닌의 분해 및 신경전달물질인 세로토닌(5-하이드록시트립타민, 5-HT), 멜라토닌, 도파민, 노르에피네프린, 에피네프린의 생합성에 사용되는 비오프테린-의존성 방향족 아미노산 하이드록실화효소의 보조 인자이다 사프로프테린(영어: sapropterin)이라고도 한다. 또한 테트라하이드로비오프테린은 산화 질소 생성효소에 의한 산화 질소의 생성을 위한 보조 인자이다. 화학적으로 그 구조는 다이하이드로프테리딘 환원효소에 의해 환원된 프테리딘 유도체(퀴노노이드 다이하이드로비오프테린)이다.

## 같이 보기
- 보조 인자
- 테트라하이드로메타노프테린